# Freer
Pour les articles homonymes, voir Freer (homonymie).
La ville de Freer est située dans le comté de Duval, dans l'Etat du Texas, aux États-Unis. Lors du recensement de 2010, sa population s’élevait à 2 818 habitants.

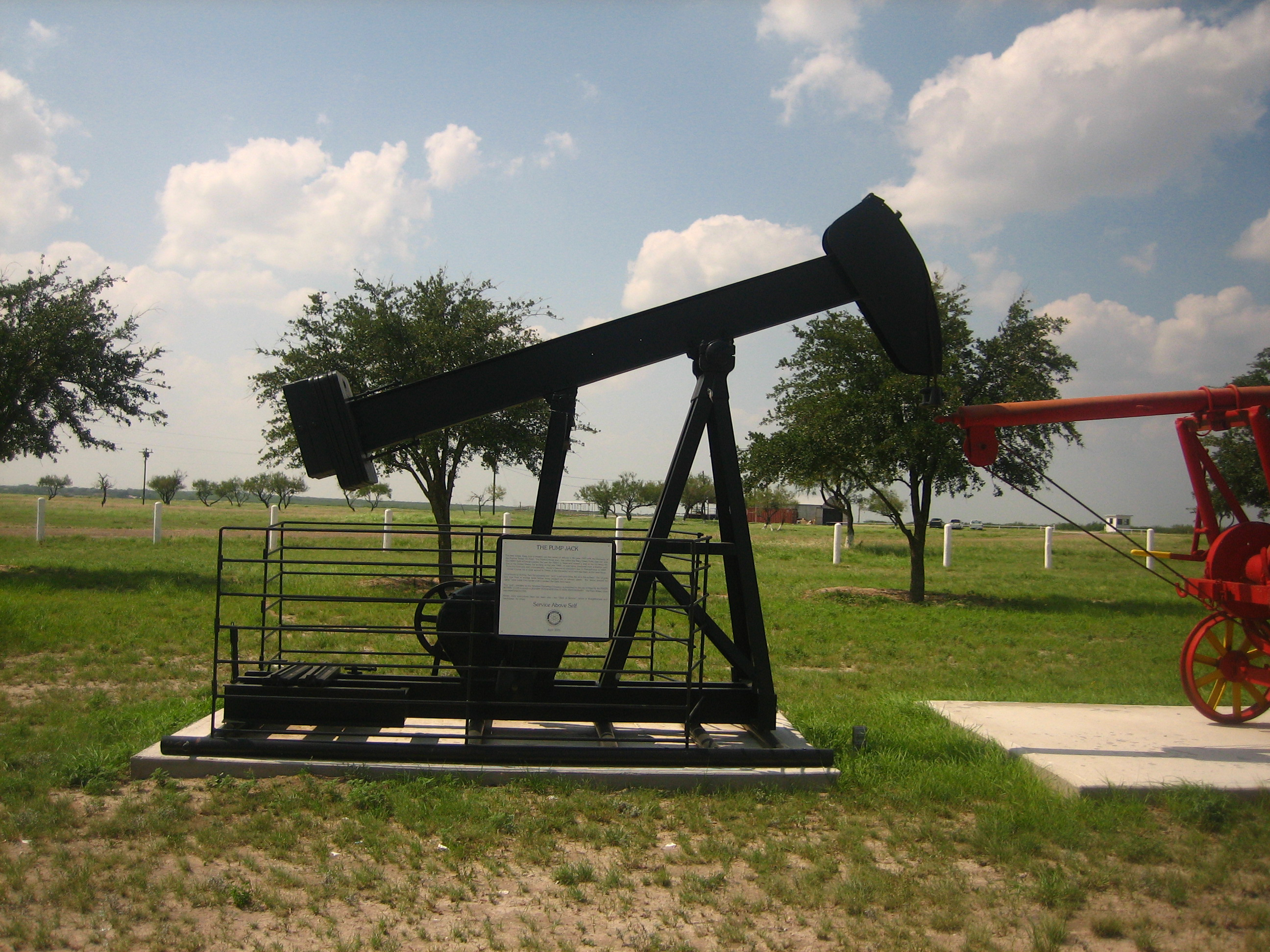
Exposition de pompes de puits de pétrole à Freer

## Source
- (en) Cet article est partiellement ou en totalité issu de l’article de Wikipédia en anglais intitulé « Freer, Texas » (voir la liste des auteurs).